# Спаська, 12
Особня́к Апште́йна — будинок у неокласичному стилі на Спаській вулиці, 12.
Рідкісний зразок садибної забудови Подолу у стилі неокласицизму.
Наказом Міністерства культури України № 869 від 15 жовтня 2014 року будівля внесена до обліку пам'яток архітектури (охоронний номер 291-Кв).

## Історія ділянки

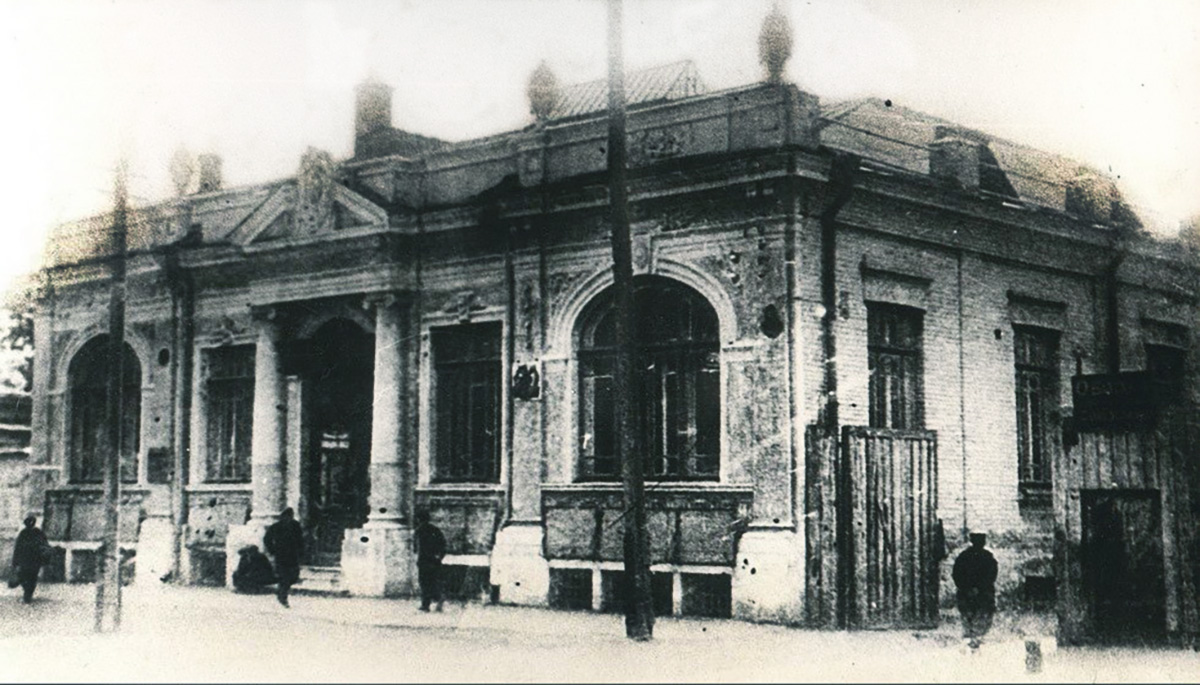
Фото 1920

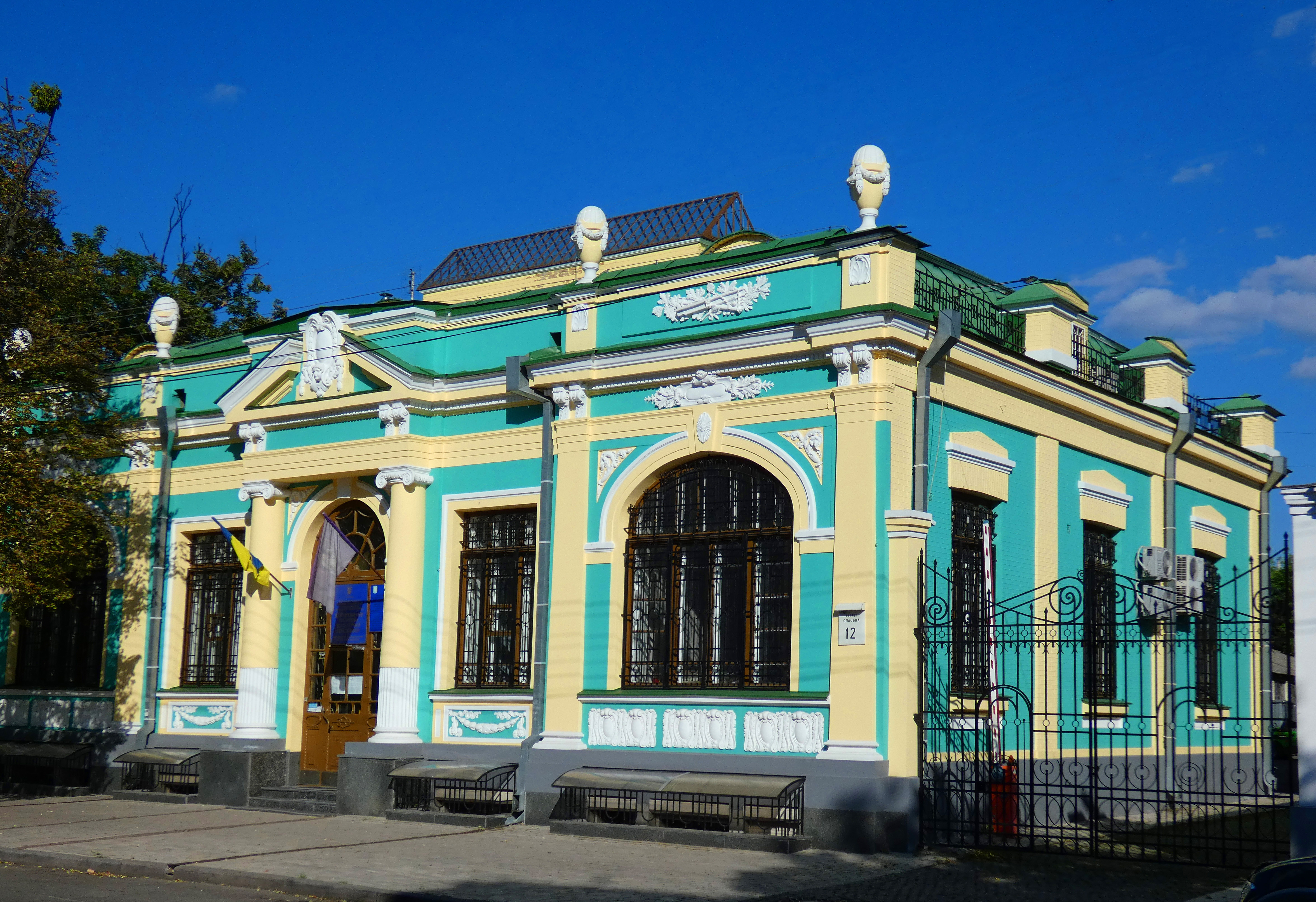
Фото 2020

Садиба виникла внаслідок перепланування вулиць після великої пожежі 1811 року на Подолі. На ній містився малоповерховий дерев'яний будинок із кам'яним цоколем.
Станом на 1882 рік, ділянкою володіла Наталія Бережецька. До 1899 року власником став київський купець першої гільдії Тев'є Мойсейович Апштейн.

## Спорудження і використання будівлі
У 1912—1913 роках на замовлення Апштейна у садибі збудували кам'яницю за проєктом архітектора Валеріяна Рикова.
У будинку купець розмістив контору і правління акціонерного товариства «Т. М. Апштейн і сини для залізо-технічної торгівлі та лісопромисловості», а сам переїхав жити у «Будинок невтішної вдови», що на Лютеранській вулиці, 23.
У січні 1918 року більшовики конфіскували будинок для потреб штабу кінного дивізіону Червоного козацтва, що воювало з Армією Української Народної Республіки і брало участь у захопленні Києва. У приміщенні розмістили редакцію пропагандистської газети «К оружию».
У 1919 року в будинку діяв молодіжний клуб комсомольців, яких більшовики кинули влітку на придушення антибільшовицького селянського повстання на Київщині під орудою отамана Зеленого.
Згодом садибу передали ПТУ № 14.
У 1994—1997 роках в особняку провели ремонтно-реставраційні роботи.
2019 року кам'яницю знову відреставрували.
З 1995 року приміщення будинку займає установа з охорони культурної спадщини.

## Архітектура

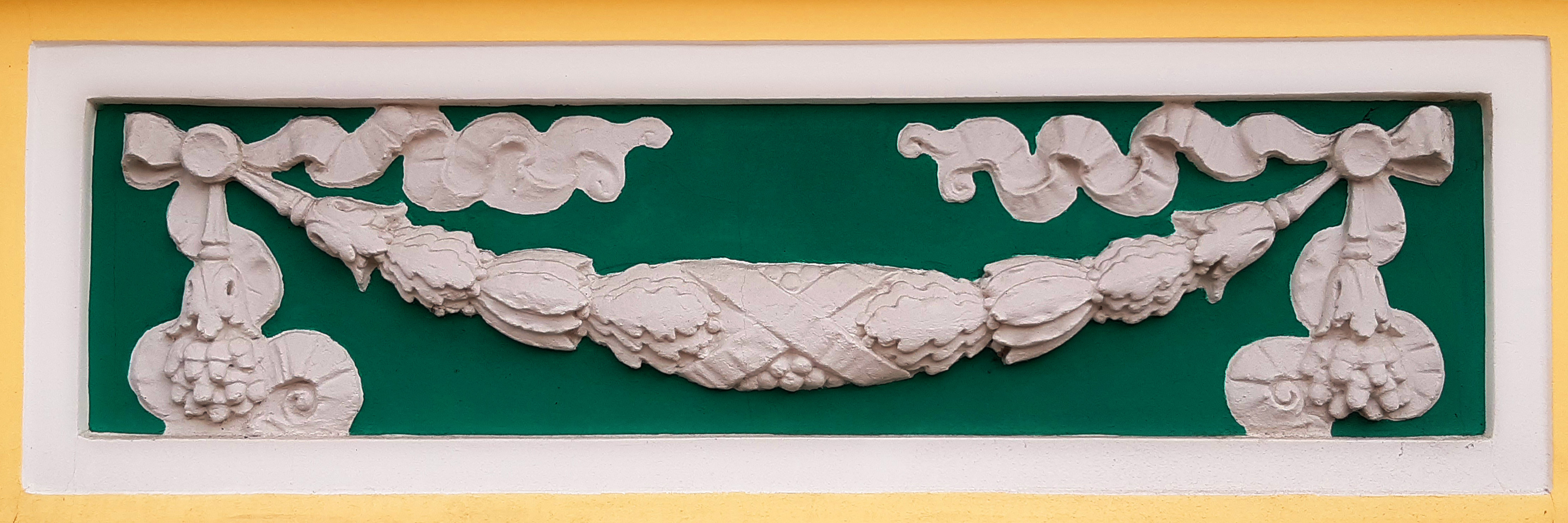
Фестон

Одноповерхова цегляна, тинькована, Г-подібна у плані будівля має підвал, вальмовий дах, пласкі перекриття й мансарду з боку подвір'я.
Фасад оформлений у стилі неокласицизму. Стилістика особняка зближує його з будинком на Шовковичній, 14.
Вісь фасаду акцентована порталом, який фланковано колонами з капітелями іонічного ордера й розірваним трикутним фронтоном. У полі фронтону — картуш із маскароном.
На фалангах розміщені величезні аркові вікна з архівольтами й замковими каменями. Над ними у фризі — картуші з акантом. Парапет прикрашений зображенням листа аканта і виробів з металів (швелера, ланцюга, зубчастого коліщатка), що символізувало рід діяльності власника. Аттик увінчаний декоративними вазами. Ближче до входу віконні прорізи — прямокутні. Під арковими вікнами ліпний орнамент у вигляді картушів, під квадратними — фестони-гірлянди.

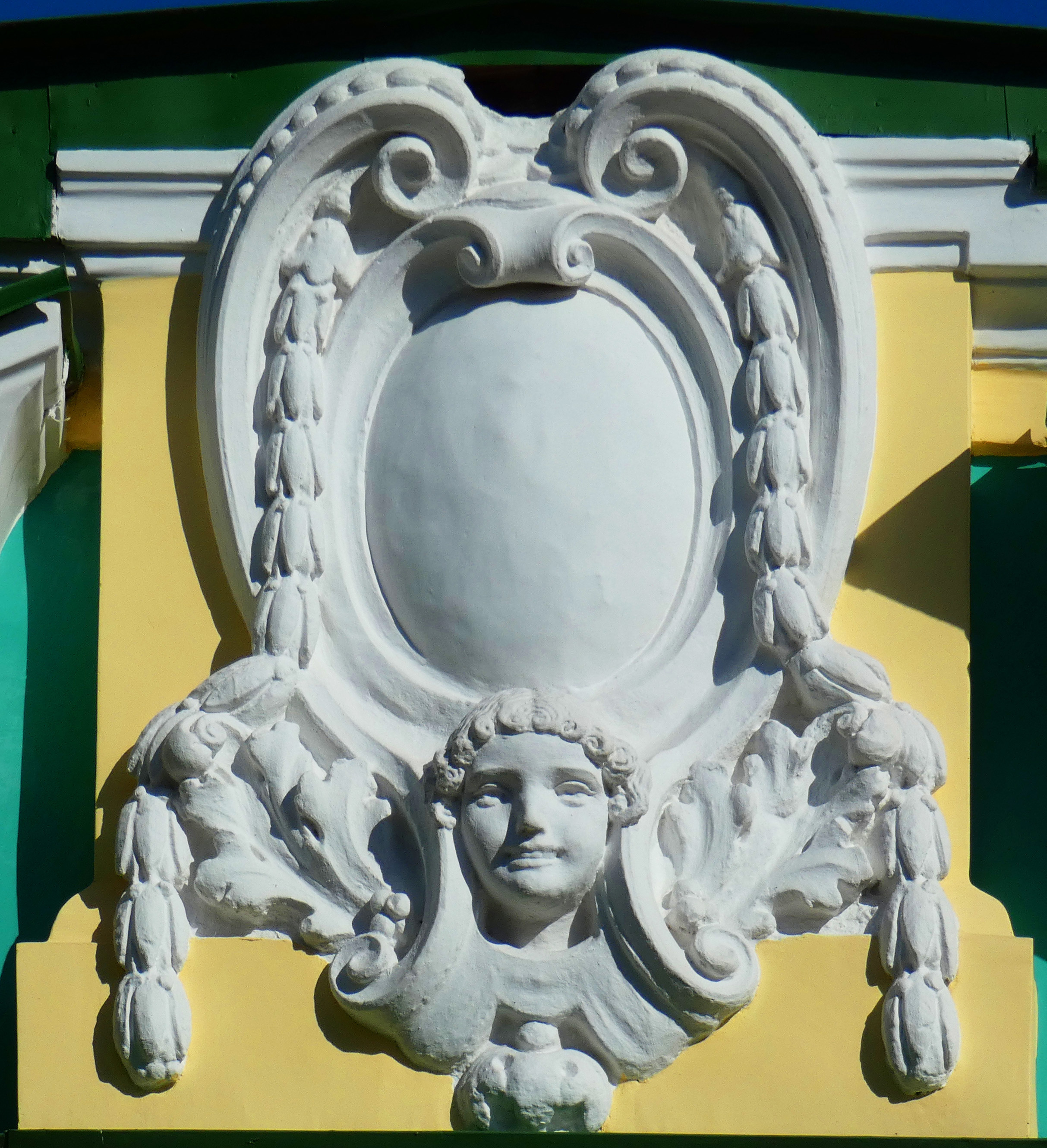
Картуш із маскароном у фронтоні
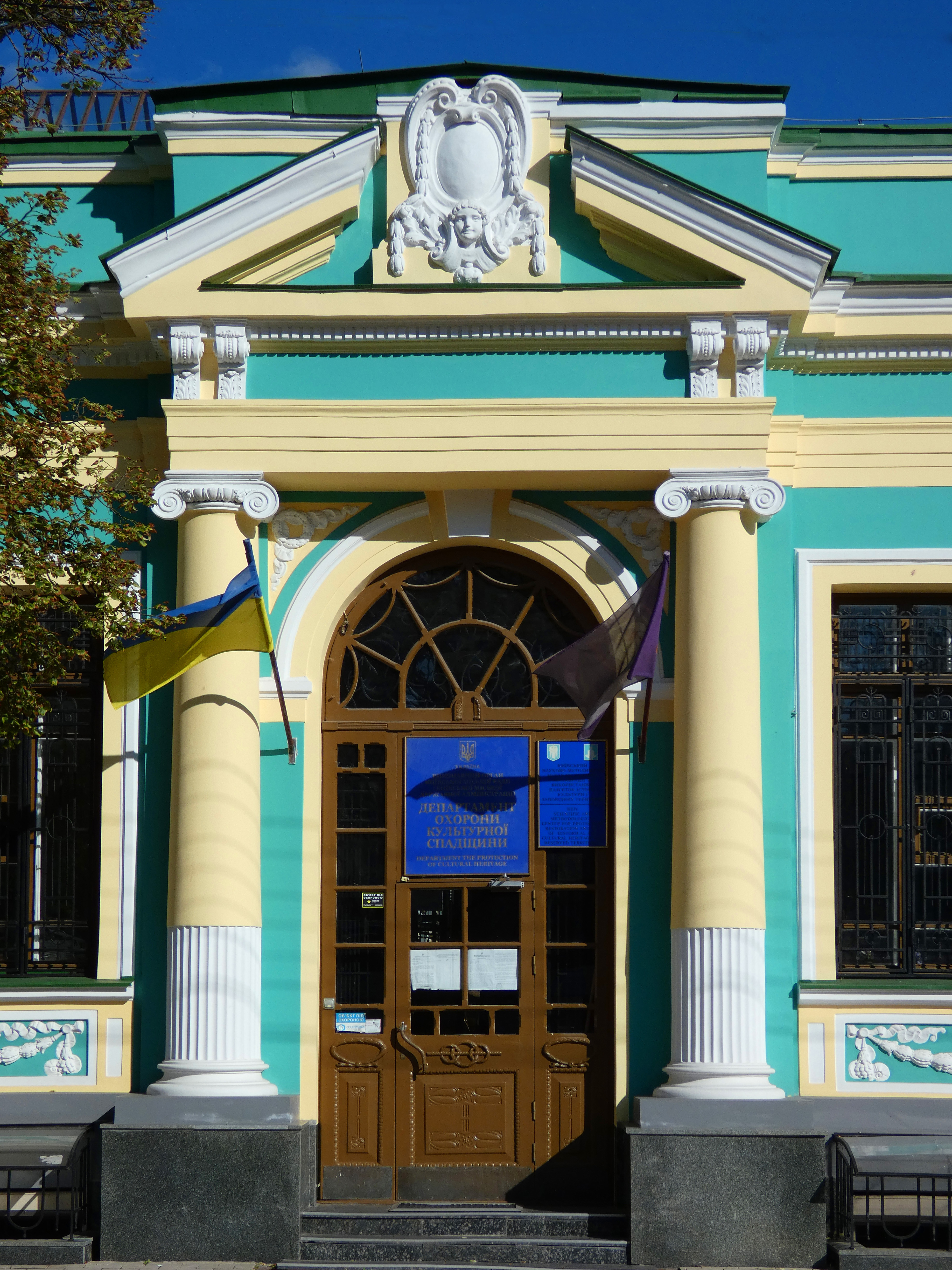
Портал із колонами іонічного ордера й розірваним трикутним фронтоном
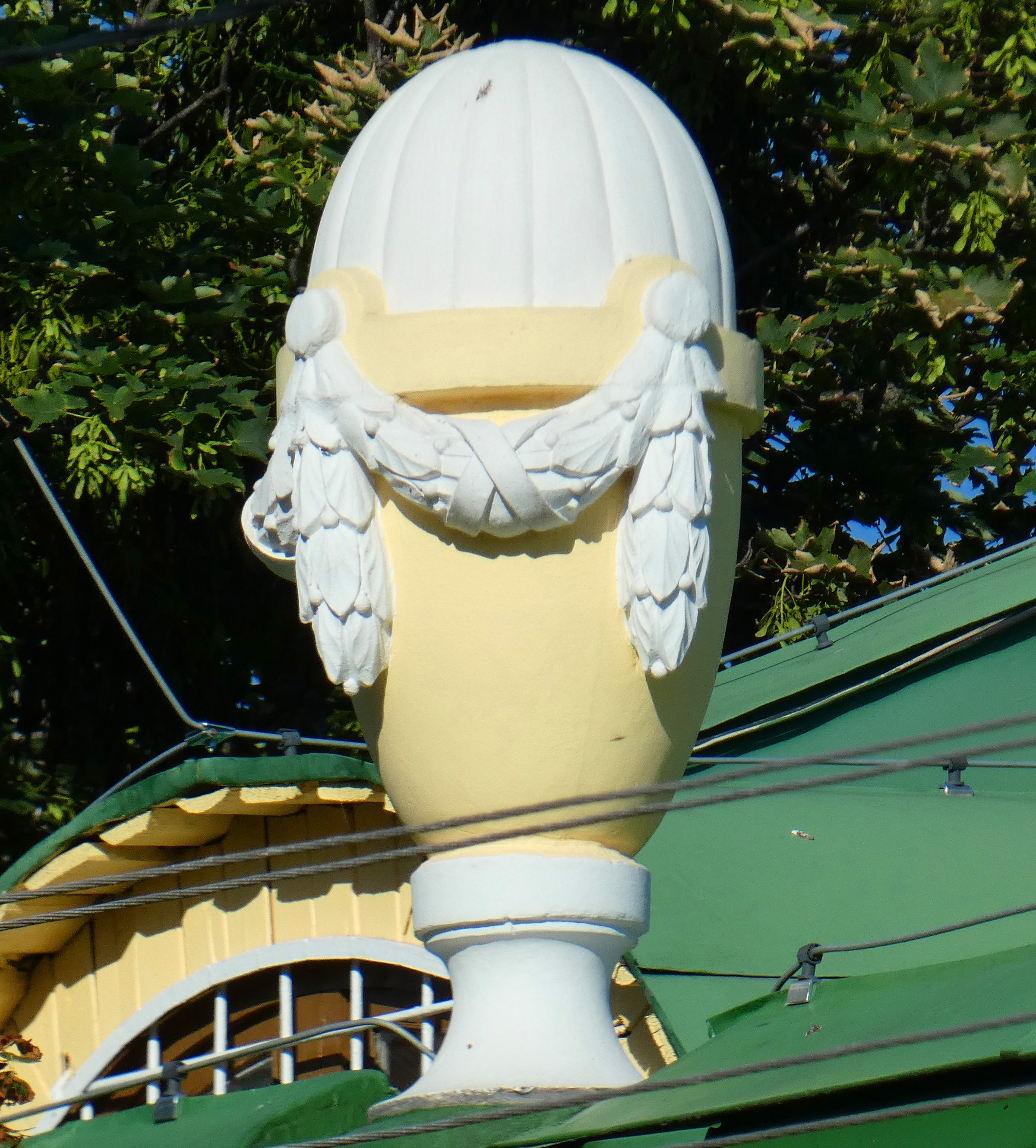
Декоративна ваза